# Awake (álbum de L'Arc~en~Ciel)
AWAKE es el décimo álbum de L'Arc~en~Ciel. Alcanzó el primer puesto del Oricon Chart, llegando a vender cerca de 400 000 copias. 
En él podemos encontrar cuatro singles: Jiyuu eno shoutai, Killing Me, New World y Jojoushi, además de ocho nuevas canciones. Entre ellas cabe destacar LOST HEAVEN, ya que forma parte del banda sonora de la película Fullmetal Alchemist: Conquistador de Shamballa.

## CD
| #   | Título            | Compuesta por:                            |
| --- | ----------------- | ----------------------------------------- |
| 1.  | New World         | yukihiro (letra) yukihiro y hyde (música) |
| 2.  | LOST HEAVEN       | hyde (letra) ken (música)                 |
| 3.  | Jojoushi          | hyde (letra) ken (música)                 |
| 4.  | TRUST             | hyde (letra) tetsu (música)               |
| 5.  | Killing Me        | hyde (letra y música)                     |
| 6.  | AS ONE            | hyde (letra y música)                     |
| 7.  | My Dear           | hyde (letra y música)                     |
| 8.  | EXISTENCE         | hyde (letra) ken (música)                 |
| 9.  | Jiyuu eno shoutai | hyde (letra) tetsu (música)               |
| 10. | Ophelia           | hyde (letra y música)                     |
| 11. | Hoshizora         | hyde (letra y música)                     |
| 12. | twinkle, twinkle  | ken (letra y música)                      |

## Vídeos promocionales
- L'Arc~en~Ciel - Jiyuu eno shoutai
- L'Arc~en~Ciel - Killing Me
- L'Arc~en~Ciel - New World
- L'Arc~en~Ciel - Jojoushi

- Datos: Q2698507